# Ramaria flaccida
Ramaria flaccida är en svampart som först beskrevs av Elias Fries, och fick sitt nu gällande namn av Hubert Bourdot 1898. Enligt Catalogue of Life ingår Ramaria flaccida i släktet Ramaria,  och familjen Gomphaceae, men enligt Dyntaxa är tillhörigheten istället släktet Ramaria,  och familjen Ramariaceae. Arten är reproducerande i Sverige. Inga underarter finns listade i Catalogue of Life.

## Källor

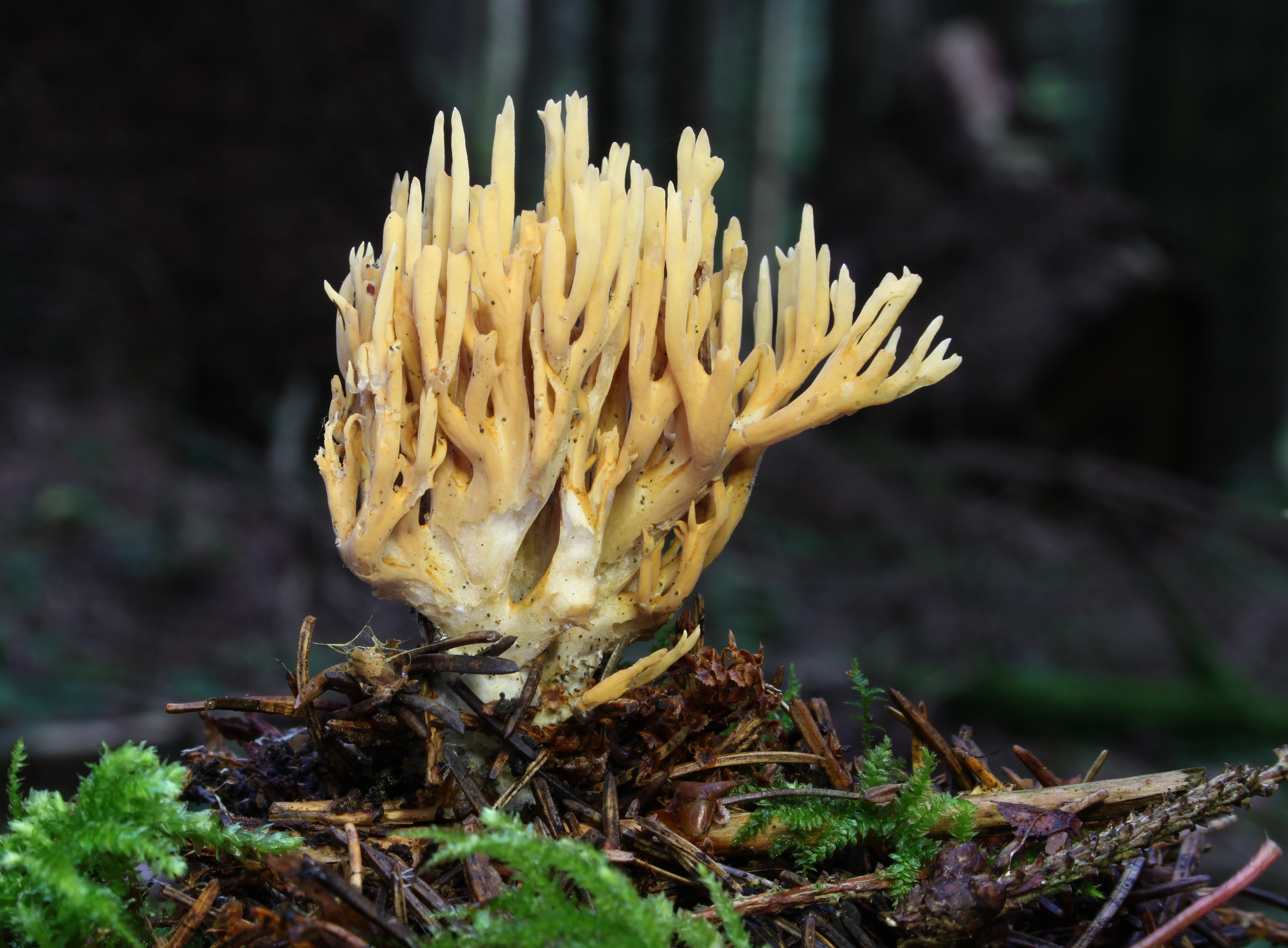
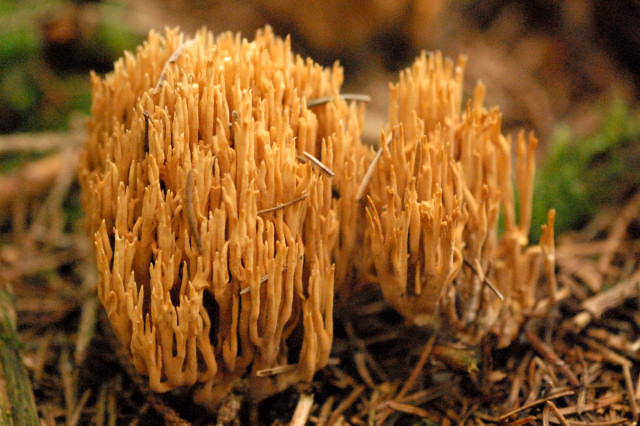